# Provincie Jaén
Provincie Jaén [chaén] je jedna z osmi provincií španělského autonomního společenství Andalusie. Sousedí s provinciiemi Albacete, Ciudad Real, Córdoba a Granada. Velká část provincie je tvořena rozlehlým údolím řeky Guadalquivir, které je ze severu ohraničeno pohořím Sierra Morena, na západě pak pohořím Sierra de Cazorla a Sierra de Segura, ve kterých pramení řeka Segura. Nacházejí se zde renesanční města Úbeda a Baeza, která jsou zapsána do seznamu světového dědictví UNESCO.
Provincie je známá produkcí olivového oleje. Zdejší háje olivovníků (v roce 2009 o rozloze 512 589 ha) představují téměř 25% veškerých španělských olivových hájů.

## Království Jaén
Království Jaén (španělsky Reino de Jaén) bylo územní korporací Kastilské koruny v dnešním Španělsku.
Založeno bylo roku 1246, když král Ferdinand III. Svatý Kastilský dobyl během reconquisty islámsko-maurské království (Taifa) Jaén. Jako křesťanské království bylo vždy institucionálně spojeno s Kastilií.
Tvořilo s královstvími Córdoba (1236), Sevilla (1248) a Granada (1492) jedno ze Čtyř království andaluských (cuatro reinos de Andalucía) Kastilské koruny. Územní reformou z roku 1833 (ministr Francisco Javier de Burgos) byla z království Jaén zřízena stejnojmenná provincie, jež s provinciemi Granada, Almería, Málaga, Córdoba, Cádiz, Huelva a Sevilla tvoří historický region Andalusie, který je od roku 1982 jedním ze 17 autonomních společenství Španělska (Comunidad Autónoma).

## Znak provincie
Znak provincie sestává z čtvrceného červeno-zlatého štítu v jehož středu je tváří Ježíše Krista (Santo Rostro – „Svatá tvář“), po jehož obvodu je kouskovaný lem zdobený znaky Leónu a Kastilie a v horní části znaku pak uzavřené královské koruny. Jedná se o znak města Jaén, doplněný okrouhlým štítkem. Znak nebyl provincii nikdy udělen. Městský znak používala deputace od roku 1871, na současné podobě se usnesla deputace na zasedání dne 10. ledna 1957. Kristova tvář souvisí se zdejším biskupstvím. Znaky města i provincie byly zapsány do Andaluského registru místních entit (RAEL) v roce 2003 (publikováno v oblastním věstníku B.O.J.A. č. 210 31. října 2003). Znak Jaénu (bez Svaté tváře) byl udělen městu kastilskými králi. Původně šlo o čtvrcení červeno stříbrné, podle polí kastilského praporu, později zlato červené podle figur.

## Fotogalerie

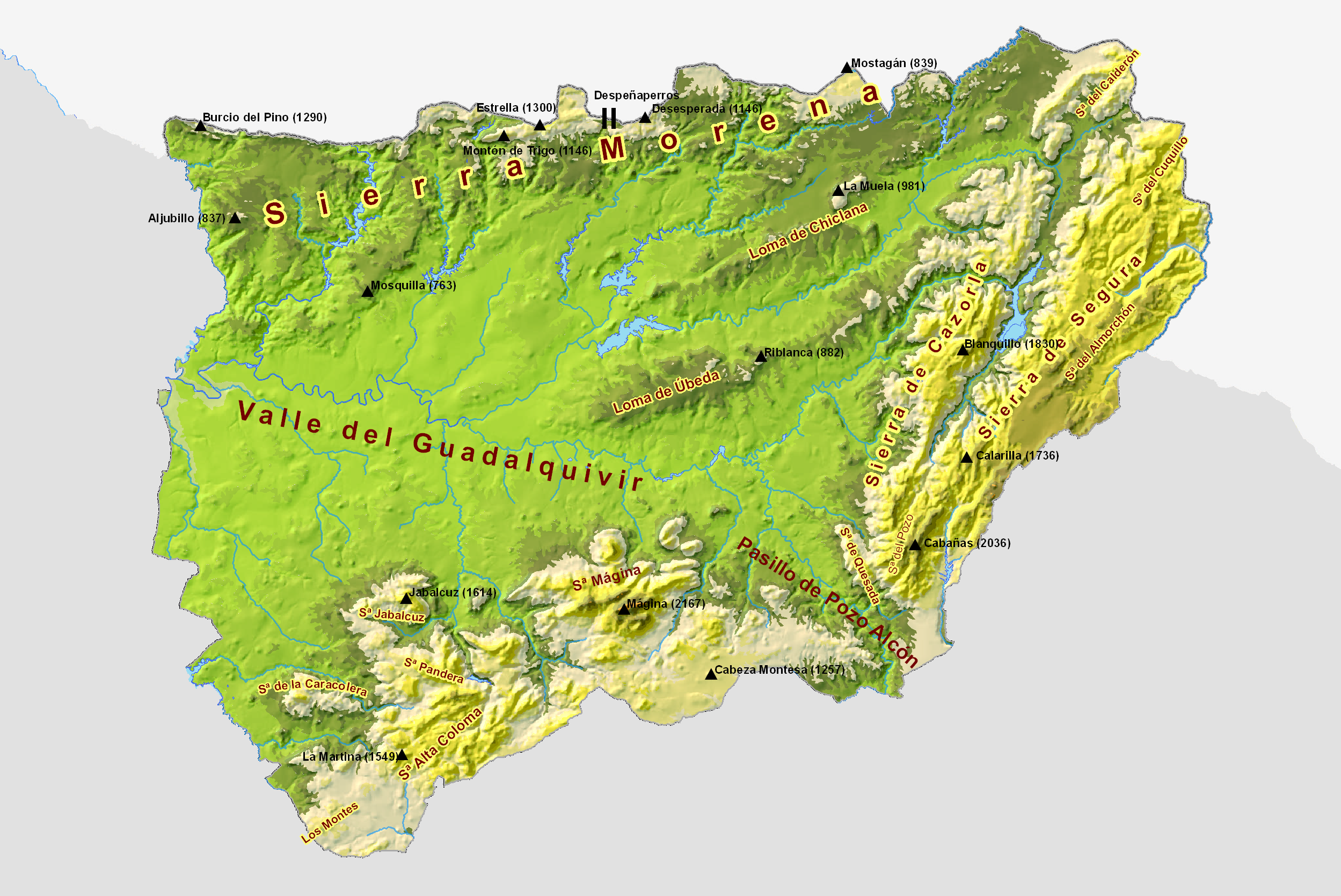
reliéf provincie
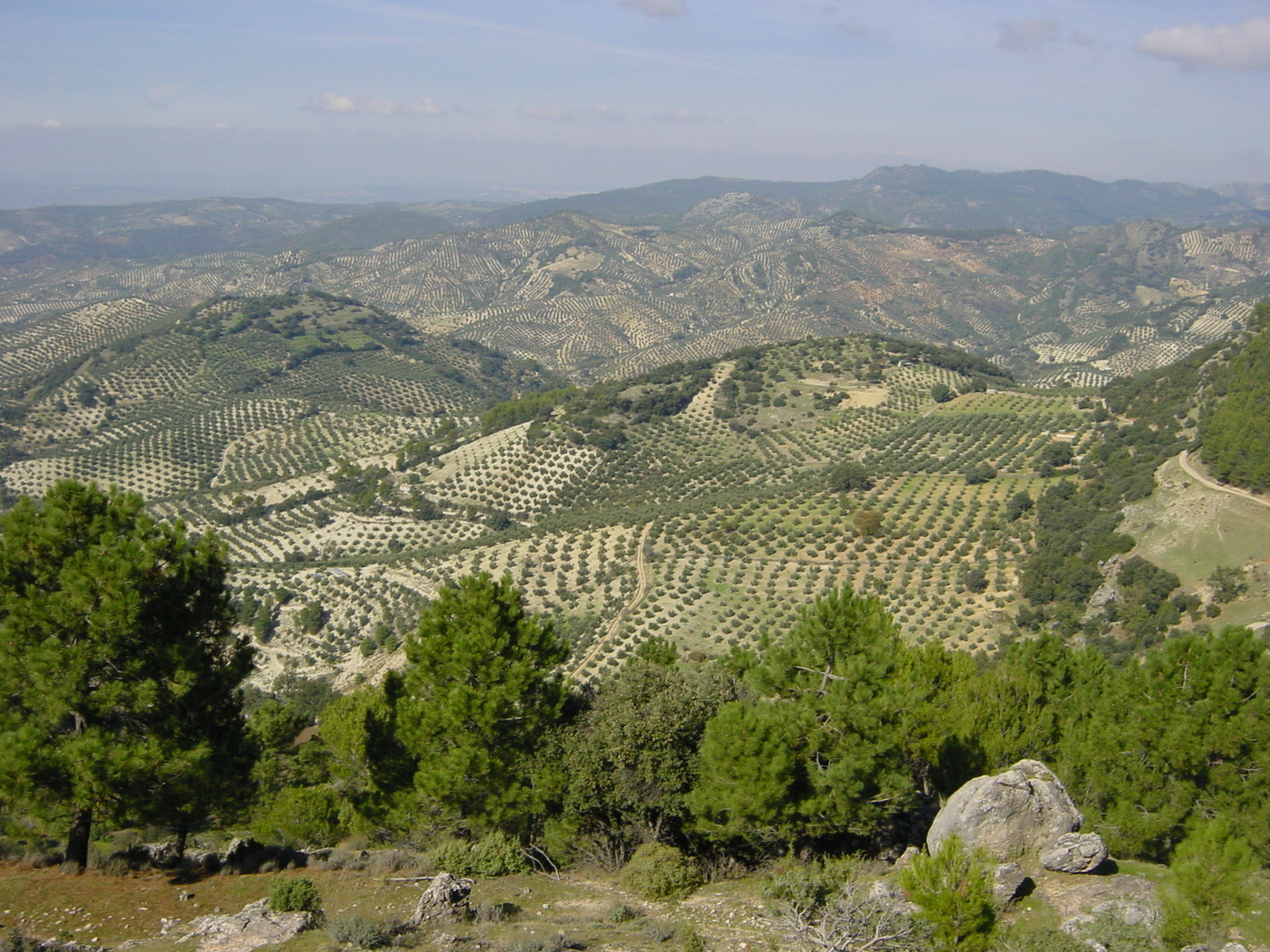
zdejší kulturní krajina olivových hájů
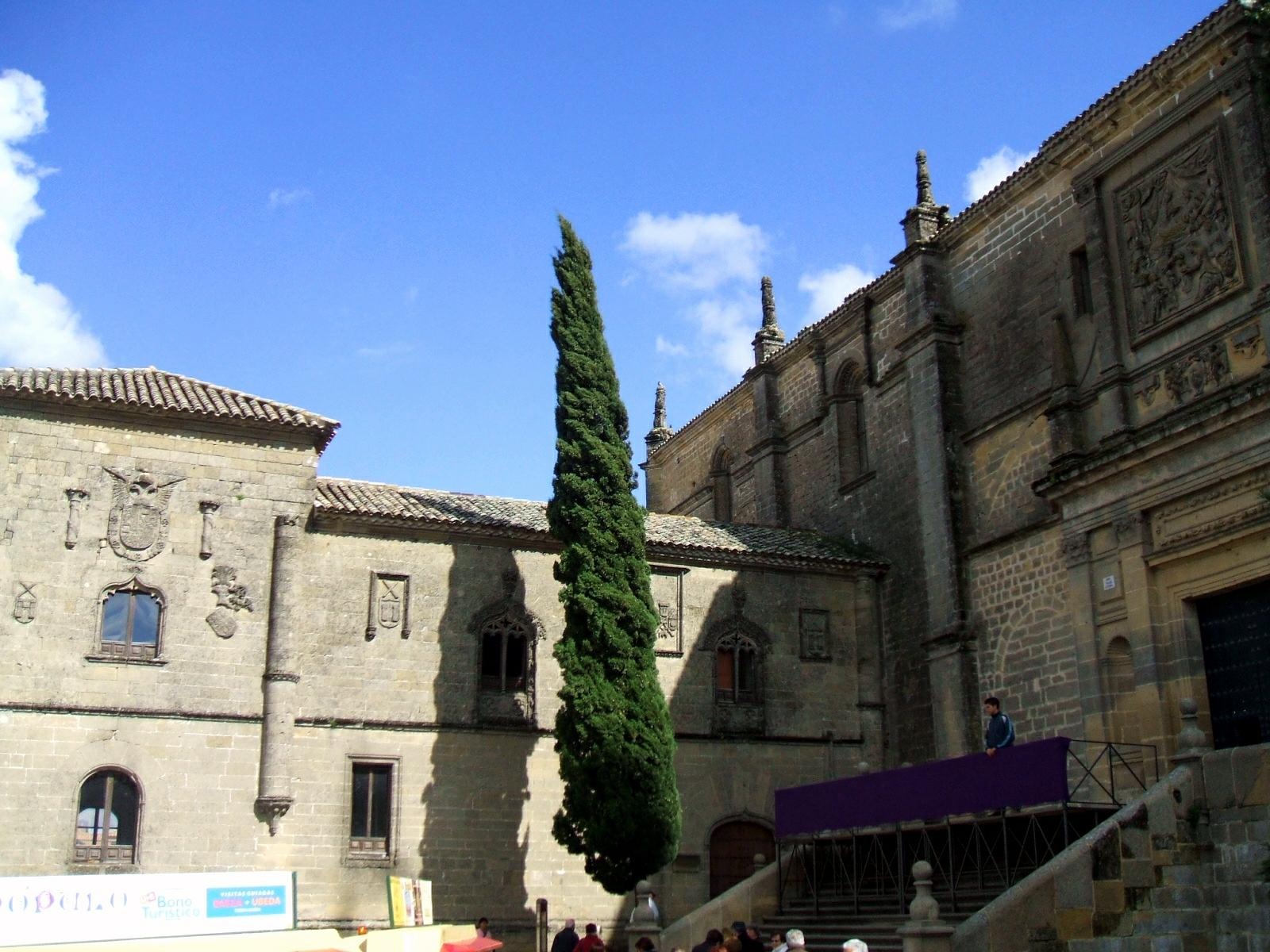
Baeza
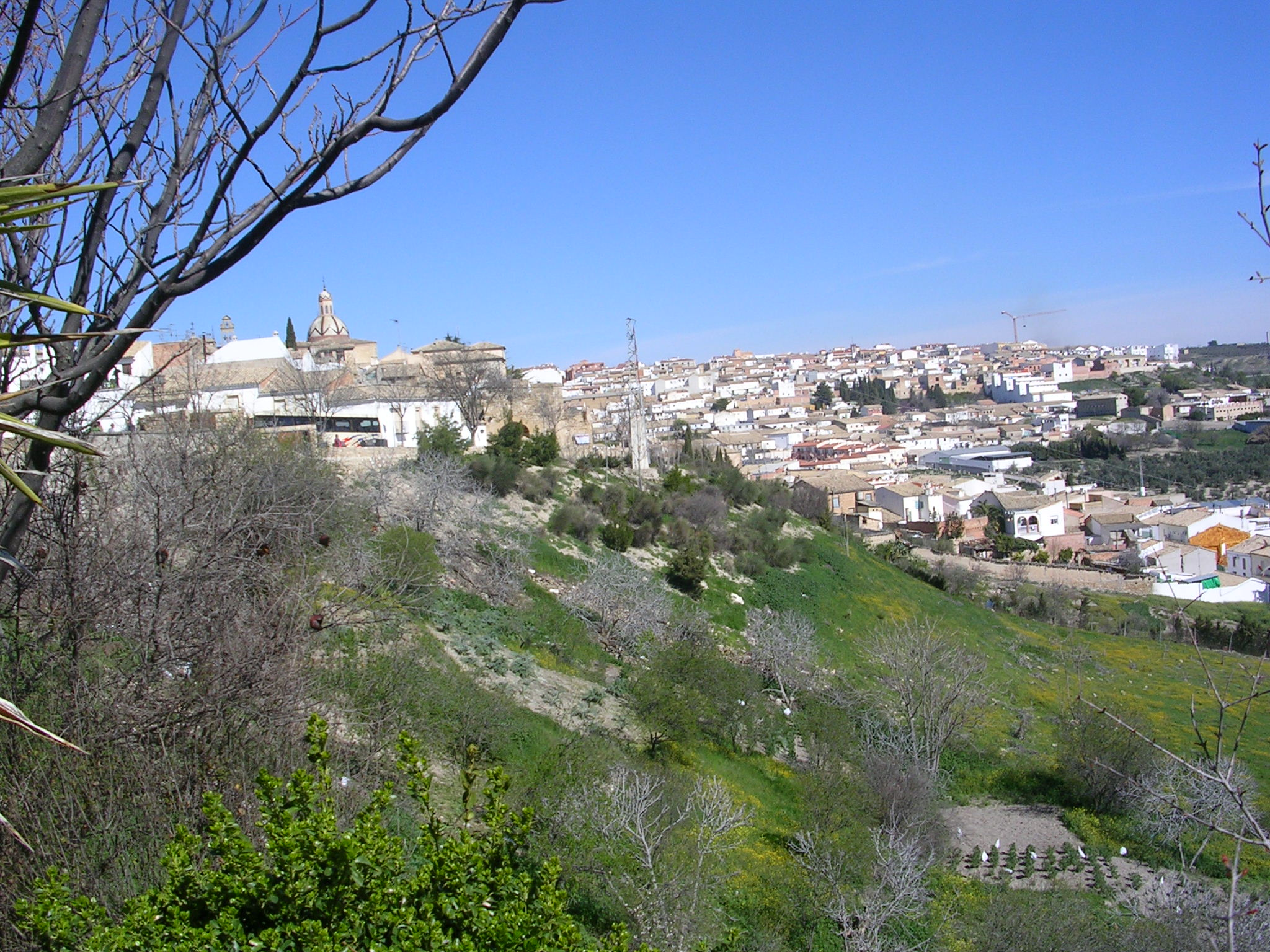
Úbeda